# أولاد علي 1 (عين السبيت)
أولاد علي 1 هي إحدى مشيخات المملكة المغربية، تتبع جغرافيا لإقليم الخميسات وإداريًا لعين السبيت. يقدر عدد سكانها بـ 5381 نسمة حسب الإحصاء الرسمي للسكان والسكنى لسنة 2004.